# صفصاف المعز
صفصاف المَعَز (الاسم العلمي: Salix caprea)، نوع من الصفصاف وفصيلة الصفصافية. مواطنه الأصيلة في أوروبا وغرب ووسط آسيا.